# Фёдоров, Павел Степанович
Павел Степанович Фёдоров (1803—1879) — российский театральный деятель, драматург, известный автор водевилей эпохи Николая I. Ему принадлежит русская адаптация водевиля «Соломенная шляпка». Действительный статский советник.

## Биография
Родился в 1803 году в семье шлиссельбургского исправника. Мать была из старинного дворянского рода Арцыбашевых.
Поступил в Петербургский университет, но не окончив его 15 мая 1818 года поступил на службу в Экспедицию о государственных доходах. Затем служил в Государственной экспедиции для ревизии счетов (1819—1835), в особой канцелярии главноначальствующего над почтовым департаментом (1836—1841), в III отделении Собственной е.и.в. канцелярии (1842), чиновником особых поручений при почтовом департаменте (1843—1854).
С 23 мая 1853 года ему было поручено исправлять должность управляющего Санкт-Петербургским театральным училищем, а 15 сентября 1853 года, по протекции министра Двора В. Ф. Адлерберга — начальника репертуарной части. В связи с утверждением в должности управляющего театральным училищем с 18 сентября 1854 года Фёдоров был оставлен сверхштатным чиновником особых поручений почтового департамента (до 2 августа 1857 года). Двадцатишестилетнее управление репертуарной частью, несмотря на все его недостатки, служившие предметом ожесточенных нападок повременной печати (так, он пытался запретить постановку «Женитьбы Бальзаминова»), имело и некоторые хорошие стороны. Он обратил внимание на печальное состояние русской оперы и всячески старался поднять её; он уважал артистов и побуждал и других относиться к ним с уважением; он выхлопотал гонорар за представление драматических произведений и принимал видное участие в деятельности реформированного театрально-литературного комитета. Тем не менее, А. А. Нильский вспоминал, что его называли «деспотом русской сцены» и присвоили кличку «губошлёпа».
В апреле 1861 года он был произведён в действительные статские советники.
Службу он совмещал с литературным творчеством. Дебютировал в сезон 1829—1830 годов водевилем «Мир с турками» патриотического содержания. В течение более 20 лет не переставал писать и переводить и переделывать на русский манер с французского водевили и легкие комедии. Всего ему принадлежит 74 пьесы, из которых 17 оригинальных и 57 переводных.
Был женат на драматической актрисе Петербургской императорской труппы Прасковье Сергеевне Мироновой, которая не проявив больших драматических талантов, вскоре покинула сцену. Их единственная дочь Евдокия, была «превосходною музакантшею и недурною художницей».
Умер от рака желудка 11 (23) марта 1879 года.

## Награды
российские
- орден Св. Анны 2-й ст. с императорской короной (1855)
- орден Св. Станислава 2-й ст. с императорской короной (1857)
- орден Св. Владимира 3-й ст. (1859)
- орден Св. Станислава 1-й ст. (1865)
- орден Св. Анны 1-й ст. (1878)

иностранные
- прусский орден Короны 2-й ст. со звездой (1873)
- австрийский орден Франца-Иосифа 2-й ст. со звездой (1874)
- орден Св. Олафа, командорский крест 1-го класса (1875)
- датский орден Данеброг, командорский крест 1-го класса (1876)

## Сочинения
Оригинальные:
- «Мир с турками» (1830)
- «Маркиз поневоле, или Все наоборот» (1834) (перевод французского водевиля «Monsieur Champagne, ou Le marquis malgre lui» Дартуа и Леона)
- «Архивариус» (1837)
- «Хочу быть актрисой» (1840)
- «Довольно» (1849)

Переводные:
- «Путаница» (1840)
- «Сто тысяч» (1845)
- «В чужом глазу сучок мы видим»
- «Аз и ферт» (1849) (Роль Мардашева в знаменитом водевиле «Аз и ферт» Мартынов считал одной из лучших в своем репертуаре и передавал её с неподражаемым комизмом). Сохраняется в современном репертуаре. Экранизирована в 1947 г. как «Старинный водевиль». В 1981 и 2001 годах поставлены телеспектакли.
- «Утка и стакан воды» (1852)
- комедия «Любовь и предрассудок» (1853)

Почти все пьесы Федорова напечатаны в журнале «Репертуар и Пантеон». В 1874 г. появился первый том его «Сочинений и переводов».
Почётный член Санкт-Петербургского Филармонического общества (1862).
Автор мемуаров, посвященных театральной жизни Петербурга (1859).

### Среди пьес, поставленных в Малом театре[4]
- «Колдуны, или Дока на доку напал». Водевиль в 1 д.
- «Маркиз поневоле, или Все наоборот» (Monsieur Champagne, ou Le marquis malgre lui). Ком.-водевиль в 1 д. Ф.-В.-А. Дартуа (Dartois) и Леона. Пер. с фр.
- «Искусство платить долги» (L’art de payer ses dettes). Водевиль в 1 д. Мельвиля (А.-О.-Ж. Дюверье) и А.-Ф. Варнера (Antoine-François Varner). Пер. с фр.; совместно с П. И. Вальберхом.
- «Крестный отец». Водевиль в 1 д. П. С. Федорова, служащий продолжением водевиля «Хороша и дурна, и глупа и умна»;
- «Бал у банкира» (Un bal du grand monde). Ком.-водевиль в 1 д. Ш. Варена (Charles Varin) и Деверже (Desvergers, наст. имя Арман Шапо // Armand Chapeau). Пер. с фр.
- «Еще Роберт» (Еncore un Robert). Водевиль в 1 д. Т.-Ф. Девильнева и Ксавье (Ж. Сентина). Пер. с фр.
- «Елена, или Она замужем» (La pensionnaire mariee). Ком.-водевиль в 1 д. Э. Скриба и А.-Ф. Варнера. Пер. с фр.
- «Трус» (Le poltron). Ком.-водевиль в 1 д. Ж. Баяра, Альфонса и Рейно. Пер. с фр.
- «Поездка в Царское село по железной дороге». Водевиль в 2 к.
- «Узкие башмаки» (Les petits souliers, ou La prison de St. Crepin). Водевиль в 1 д. А.-Ф. Деннери и Э. Гранже. Пер. с фр.
- «Архивариус». Вод. в 1 д.
- «Капризы влюбленных, или Не суйся в воду, не узнавши броду». Вод. в 1 д.
- «Пожилая девушка, или Искусство выходить замуж» (La demoiselle majeure). Ком.-вод. в 1 д. Ш. Варена и Лорансена. Перев. с фр.
- «Семнадцать и пятьдесят лет, или Две главы из жизни женщины». Ком.-вод. в 2 д.
- «Путаница» (Le fin mot). Вод. в 1 д. Дандре. Перед. с фр.
- «Дедушка Назар Андреич» (Le bon papa). Вод. в 1 д. Э. Скриба и Мельвиля (А.-О.-Ж. Дюверье). Перед. с фр.
- «Клевета» (La calomnie). Ком. в 5 д. Э. Скриба. Пер. с фр.
- «Несчастья красавца, или Яд и кинжал» (Les maleurs d’un joli garcon). Вод. в 1 д. Ш. Варена, Э. Араго и Деверже. Пер. с фр.; совместно с П. И. Вальберхом.
- «Вечная любовь, или Будущность сына» (Toujours). Ком. в 2 д. Э. Скриба и А.-Ф. Варнера. Пер. с фр.
- «Проказы барышень на Чёрной речке». Шутка-вод. в 1 д.
- «Хочу быть актрисой, или Двое за шестерых». Шутка-вод. в 1 д.
- «Сто тысяч, или Беда иметь от мужа тайны» (Рatineau, ou L’heritage de ma femme). Шутка-вод. в 1 д. Ксавье (Ж. Сентина) и Дюмустье. Пер. с фр.
- «Квартира на Бугорках». Вод. в 1 д.
- Куплеты к пьесе «Неровный брак, или Семейство Рикебург» (La famille Riquebourg, ou Le mariage mal assorti). Ком. в 1 д. Э. Скриба. Пер. с фр. К. В-ра.
- «Бал-маскарад для детей от 16 лет до трех месяцев» (Le bal d’enfants). Вод. в 1 д. Ф. Дюмануара и А.-Ф. Деннери. Перед. с фр.
- «Маскарад при Людовике XIV» (Un bal masque sous Louis XIV). Ком. в 3 д. Локруа, О. Анисе-Буржуа и Э. Вандербурха. Пер. с фр.
- «При счастье бранятся, при беде мирятся» (Une separation, ou Le divorce dans une loge). Вод. в 1 д. П.-Ф.-А. Кармуша и Ф. де Курси (Frédéric de Courcy). Пер. с фр.
- «Один за двух и две вместо одной»  (La vie en partie double). Шутка-вод. в 1 д. О. Анисе-Буржуа, А.-Ф. Деннери и Э. Бризбарра. Пер. с фр.
- «Коломенский нахлебник и моншер». Вод. в 1 д.
- «Довольно!». Вод. в 1 д.
- «Аз и Ферт (Е. Н.)». Шутка-вод. в 1 д. Э. Моро, П. Сиродена и А. Делакура. Перед. с фр.
- «Нет действия без причины» (Pas de fumee sans feu). Вод. в 1 д. Ж. Баяра. Перед. с фр.
- «В чужом глазу сучок мы видим, в своем не видим и бревна» (La societe du doigt dans l’oeil). Шутка-вод. в 1 д. Л. Клервиля, П. Сиродена и Э. Араго. Перед. с фр.
- «Старички, или С чем приехал, с тем и отъехал». Ком.-вод. в 2 д.
- «Утка и стакан воды». Вод. в 1 д. Перед. с фр.
- «Бархатная шляпка». Вод. в 1 д.
- «Буря в стакане воды» (Une tempete dans un verre d’eau). Ком. в 1 д. Л. Гозлана. Перед. с фр.
- «Катерина, или Золотой крестик» (Саtherine, ou La croix d’or). Ком.-вод. в 2 частях Н. Бразье и Мельвиля (А.-О.-Ж. Дюверье)). Пер. с фр.
- «Запрещенный плод, или Поцелуй и наследство» (Le fruit defendu). Вод. в 1 д. Мельвиля (А.-О.-Ж. Дюверье) и П.-Ф.-А. Кармуша. Пер. с фр.
- «Любовь и предрассудок» (Sullivan). Ком. в 3 д. Мельвиля (А.-О.-Ж. Дюверье). Пер.с фр.
- «Муж под башмаком, или Меня настроил, её расстроил и все устроил». Вод. в 2 д.
- «Страница из старого романа» (Romeo et Marielle). Шутка-вод. в 1 д. Ф. Дюмануара, П. Сиродена и Э. Моро. Перед. с фр.
- «Габриэль, или Адъютанты» (Gabrielle, ou Les aides de camp). Ком.-вод. в 2 д. Ф. Ансело и П. Дюпора. Пер. с фр.
- «Жених в мешке, а невеста в корзине». Вод. в 1 д. Пер.
- «Амишка». Вод. в 1 д. Перед. с фр.
- «Таинственный гость». Вод. в 1 д. Перед. с фр.
- «Танцор в хлопотах, или Несчастье от белых перчаток». Вод. в 1 д. Заимств. с фр.
- «Соломенная шляпка» (Un chapeau de paille d’Italie). Ком.-вод. в 5 д. Э. Лабиша и Марк-Мишеля. Пер.с фр.
- «Бабушкин внучек». Вод. в 1 д. Перед. с фр.
- «Гони любовь хоть в дверь, она войдет в окно». Вод. в 1 д. Перед. с фр.
- «Тайна моего дядюшки». Вод. в 1 д. Перед. с фр.